# Chandigarh (Tripura)
Chandigarh es una ciudad censal situada en el distrito de Tripura occidental en el estado de Tripura (India). Su población es de 5607 habitantes (2011). 

## Demografía
Según el censo de 2011 la población de Chandigarh era de 5607 habitantes, de los cuales 2828 eran hombres y 2779 eran mujeres. Chandigarh tiene una tasa media de alfabetización del 96,98%, superior a la media estatal del 87,22%: la alfabetización masculina es del 97,99%, y la alfabetización femenina del 95,96%.